# Muscolo faringopalatino
Il muscolo faringopalatino (o faringostafilino) è un muscolo elevatore della faringe e della laringe, dilata la tuba uditiva e avvicina tra loro gli archi faringopalatini.
Partecipa alla costituzione dell’arco faringopalatino. Origina dalla faccia posteriore dell’aponeurosi palatina, dall’uncino pterigoideo e dalla lamina mediale della cartilagine della tuba uditiva. Si porta in basso e in fuori nell’arco faringopalatino e, giunto alla parete laterale della faringe, si risolve in fasci laterali e fasci mediali; i primi vanno a inserirsi al margine posteriore della lamina della cartilagine tiroidea della laringe, i secondi terminano sul rafe mediano che si trova sulla faccia posteriore della faringe.Il muscolo faringopalatino (o faringostafilino) è elevatore della faringe e della laringe, dilata la tuba uditiva e avvicina tra loro gli archi faringopalatini.